# Моё любимое апельсиновое дерево (фильм)
«Моё любимое апельсиновое дерево» (порт. O Meu Pé de Laranja Lima) — семейная драма режиссёра Аурелио Тейшейры по произведению Жозе Мауру де Васконселуса.

## Сюжет
Деревенский мальчик Зезе живёт в беднейших трущобах. Он очень любознателен, самостоятельно научился читать и писать, а в душе он мечтает стать поэтом. Но своими мечтами он может поделиться лишь с апельсиновым деревом. Дерево — его единственный друг. Но не всем деревьям суждена долгая жизнь.

## В ролях
- Жулио Сезар Крус — Зезе
- Аурелио Тейшейра — Мануэль
- Лейлан Чедиак — Жандира
- Элиза Фернандес — Лили
- Мария Глэдис — профессор Сесилия